# Рід військ
Рід військ — різновид війська, що призначені для безпосереднього ведення або всебічного забезпечення бою, володіють певними бойовими властивостями та мають властиве їм бойове призначення, бойову техніку та озброєння, тактику ведення бою і організацію. Кожен рід військ з'являється і розвивається відповідно до історичного розвитку військової техніки і способів ведення війни.
Роди військ є складовими частинами Сухопутних військ, Повітряних сил та інших видів збройних сил.

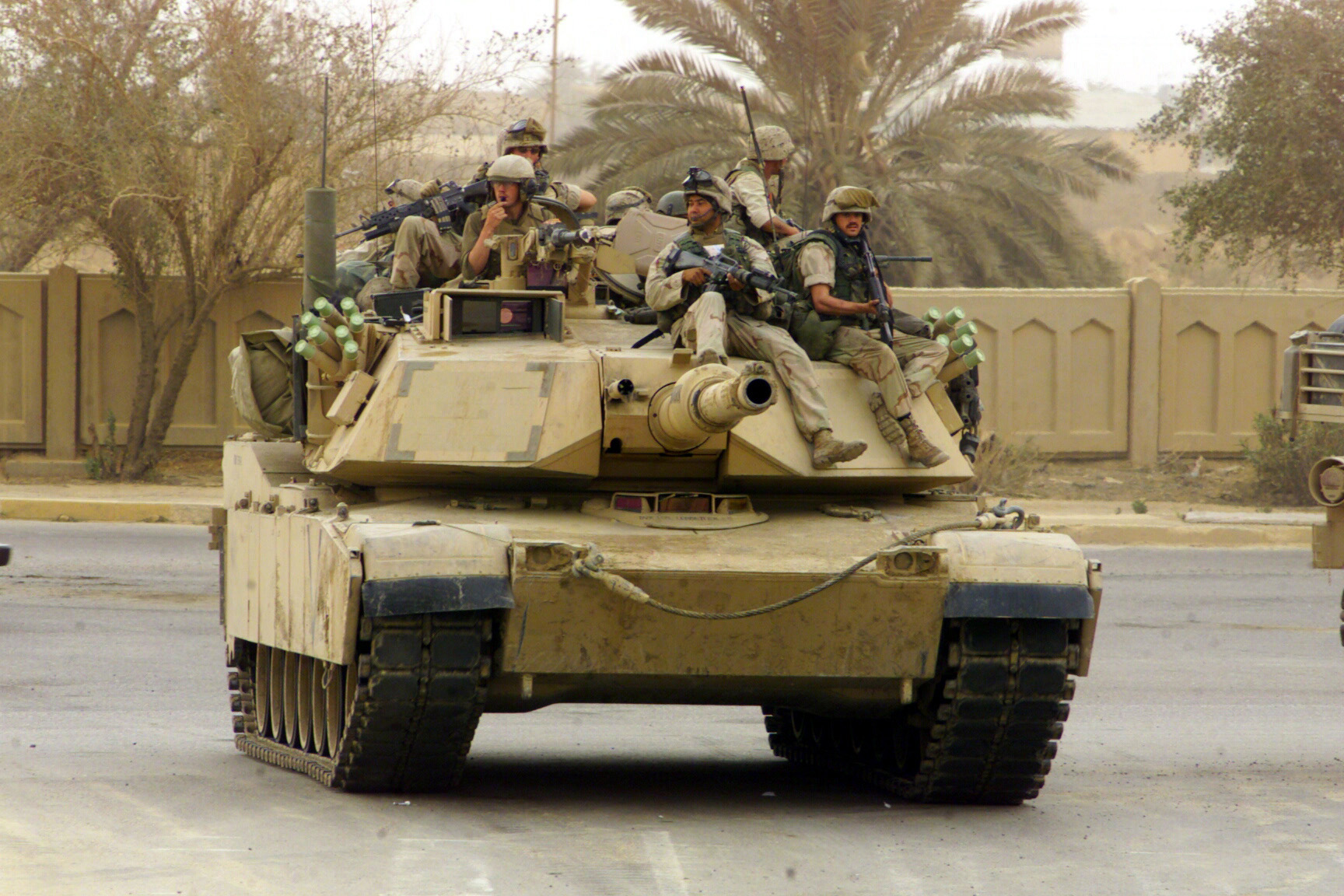
Сухопутні війська
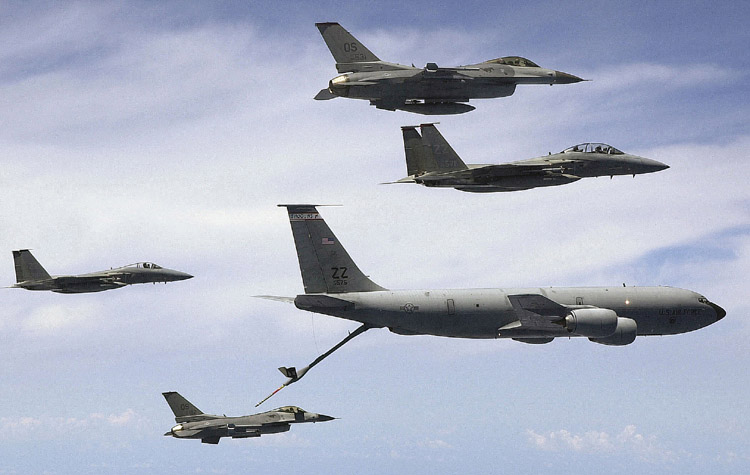
Повітряні сили
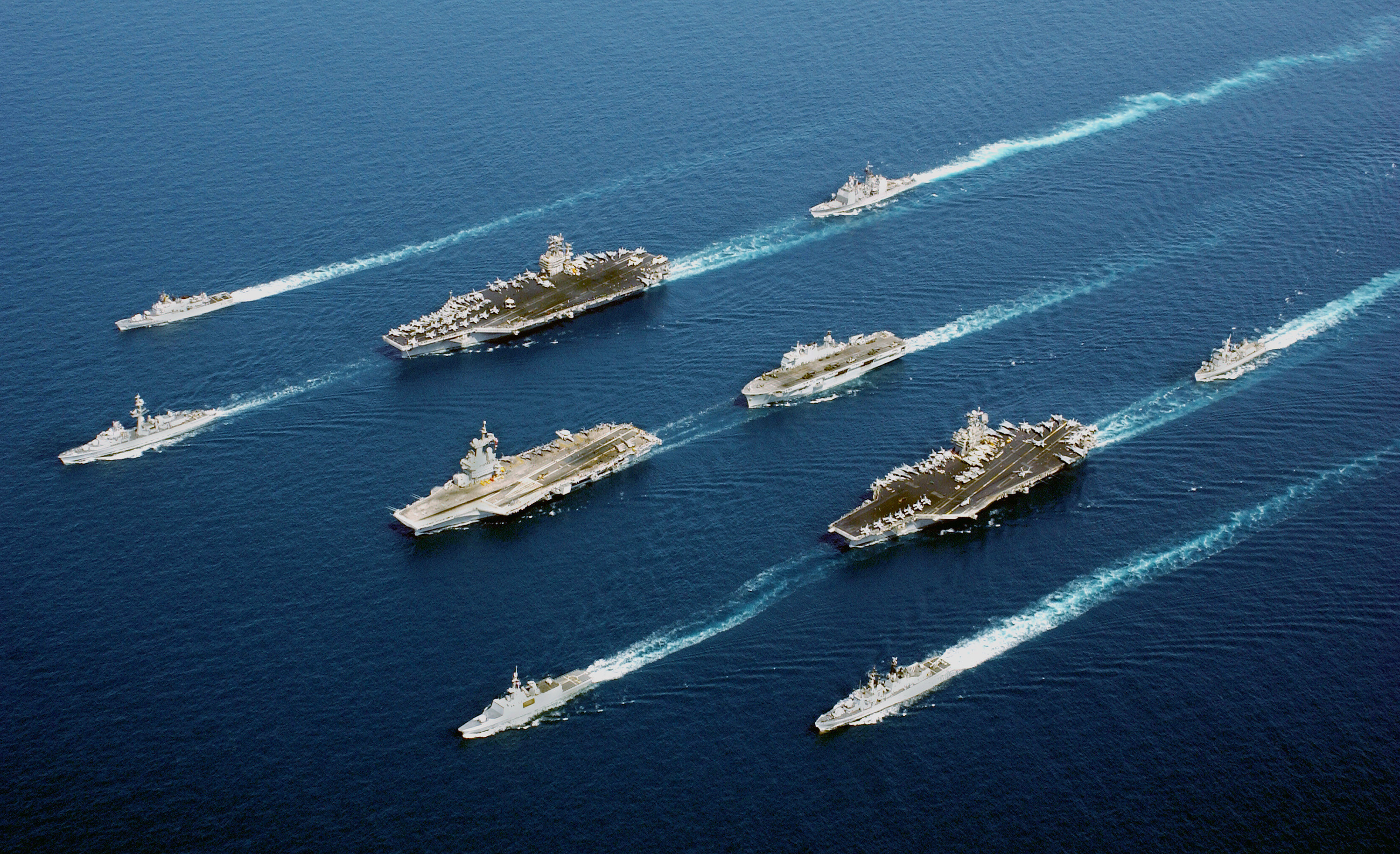
Військово-морські сили

## Роди військ у складі Збройних Сил України
До складу Сухопутних військ Збройних Сил України входять:
- механізовані війська;
- танкові війська;
- ракетні війська та артилерія;
- війська ППО;
- армійська авіація;
- війська спеціального призначення.

До складу Повітряних сил Збройних Сил України входять:
- винищувальна авіація;
- бомбардувальна авіація;
- штурмова авіація;
- розвідувальна авіація;
- військово-транспортна авіація;
- спеціальна авіація;
- зенітно-ракетні війська;
- радіотехнічні війська;
- спеціальні війська (окремі батальйони зв'язку АСУ та РТЗ, РЕБ, метерозвідки, забезпечення)

До складу Військово-Морських сил Збройних Сил України входять:
- надводні сили;
- підводні сили;
- морська авіація;
- війська берегової оборони;
- морська піхота.

До складу Десантно-штурмових військ входить
- Повітрянодесантні війська
- Аеромобільні війська

До складу Командування Сил підтримки Збройних Сил України входять:
- війська зв'язку;
- інженерні війська;
- війська РХБ захисту (РХБз).

## Роди військ в інших країнах світу
У різних країнах світу назва родів військ може змінюватися.

### Збройні сили Російської Федерації

#### Сухопутні війська Російської Федерації
- мотострілецькі війська
- Ракетні війська та артилерія
- військова ППО
- спеціальні війська
- розвідувальні війська
- війська зв'язку
- війська радіоелектронної боротьби
- інженерні війська
- війська радіаційного, хімічного та біологічного захисту
- війська технічного забезпечення
- автомобільні війська
- війська охорони тилу

#### Військово-повітряні сили Російської Федерації
- роди авіації
  - армійська авіація
  - бомбардувальна авіація
  - штурмова авіація
  - винищувальна авіація
  - розвідувальна авіація
  - військово-транспортна авіація
  - авіація спеціального призначення
- роди військ ППО
  - зенітно-ракетні війська
  - радіотехнічні війська
- спеціальні війська
  - війська радіоелектронної боротьби
  - війська радіаційного, хімічного та біологічного захисту
  - війська зв'язку і радіотехнічного забезпечення
  - топогеодезічні війська
  - інженерно-аеродромні війська
  - метеорологічні війська

#### Військово-морський флот Російської Федерації
- надводний флот
- підводний флот
- берегові війська
- ракетно-артилерійські війська
- морська піхота
- морська авіація
- допоміжні війська і
- війська спеціального призначення

### Окремі роди військ
- Повітряно-десантні війська Росії
- Залізничні війська
- Інженерні і військово-будівельні війська

### Збройні сили США
Відповідно до американської системи, сухопутні війська країни поділяються на:
- Піхота (англ. Infantry) (з 14 червня 1775) (у тому числі повітряно-десантні війська (англ. Airborne forces);
- корпус ад'ютантів (англ. Adjutant General's Corps) (з 16 червня 1775);
- Корпус інженерів армії США (англ. Corps of Engineers) (з 16 червня 1775);
- військово-фінансова служба (англ. Finance Corps) (з 16 червня 1775);
- квартирмейстерська служба (англ. Quartermaster Corps) (з 16 червня 1775);
- польова артилерія (англ. Field Artillery) (з 17 листопада 1775);
- бронетанкові війська (англ. Armor) (з 12 червня 1776 (ведуть свою історію від американської кінноти (англ. Cavalry); як танкові війська — з 5 березня 1918);
- артилерійсько-технічне і речове постачання (англ. Ordnance Corps) (з 14 травня 1812);
- війська зв'язку (англ. Signal Corps) (з 21 червня 1860);
- хімічні війська (англ. Chemical Corps) (з 28 червня 1918);
- військова поліція (англ. Military Police Corps) (з 26 вересня 1941);
- транспортні війська (англ. Transportation Corps) (з 31 липня 1942);
- воєнна розвідка (англ. Military Intelligence Corps) (з 1 липня 1962);
- війська ППО (англ. Air Defense Artillery) (з 20 червня 1968);
- армійська авіація (англ. Aviation) (з 12 квітня 1983);
- війська спеціального призначення (англ. Special Forces) (з 9 квітня 1987);
- служба цивільно-військового співробітництва (англ. Civil Affairs Corps) (з 16 жовтня 2006);
- війська психологічних операцій (англ. Psychological Operations) (з 16 жовтня 2006);
- військова логістика (англ. Logistics) (з 1 січня 2008).

А також військово-медична служба (англ. Medical Corps), військово-юридична служба (англ. Judge Advocate General's Corps), військово-оркестрова служба (англ. Army Bands) та служба військових капеланів (англ. Chaplain Corps).

Frankreich, Национальрая гандарерия
Італія, Карабінери
Польща, Спеціальні війська
Росія, Повітряно-десантні війська Росії
Південна Корея, Морська піхота
США Морська піхота
США Берегова оборона